# Радана Вас
Радана Вас (словен. Radana vas) — поселення в общині Зрече, Савинський регіон, Словенія. 
Висота над рівнем моря: 367,1 м.